# Georg Saal
Pour les articles homonymes, voir Saal.
Georg Eduard Otto Saal (né le 11 mars 1817 à Coblence, mort le 3 octobre 1870 à Baden-Baden) est un peintre allemand de l'École de Barbizon.

## Biographie
Georg Saal est le fils d'un fonctionnaire local. Après de premières leçons, il dessine les ruines du château de Stolzenfels en 1836 puis se met à la peinture. De 1842 à 1846, il étudie en candidat libre avec Hans Fredrik Gude à l'académie des beaux-arts de Düsseldorf auprès de Johann Wilhelm Schirmer et Rudolf Wiegmann. Il fait des voyages dans l'Eifel, la vallée de la Lahn et la Forêt-Noire. Gude et Andreas Achenbach l'initient à la Norvège. En 1847, il entreprend en compagnie d'August Leu et August Becker un voyage de cinq mois dans ce pays (Christiania, Sognefjord, Gudvangen, Hardangerfjord, Jotunheimen, Bergen). Wilhelm von Schadow l'invite dans sa classe de maître. Ses paysages de Norvège lui valent la reconnaissance.
En 1848, il s'installe à Heidelberg. En 1850, il fait un autre voyage en Norvège (Sognefjord, Jostedalsbreen). Il voyage en Suisse en 1852 et en Bavière en 1853. Il est peu probable qu'il soit venu au Groenland, comme dans des peintures de 1852. Le 16 octobre 1852, il épouse Susanne Lang et vient vivre à Baden-Baden. À partir de 1857, il a une résidence secondaire à Paris et fréquente Barbizon. Son troisième voyage en Norvège en 1854 l'emmène à Romsdal, Hammerfest et au cap Nord. En 1864, il voyage en Savoie et en Angleterre.
Georg Saal meurt le 3 octobre 1870 à Baden-Baden.